# Strange Too
Albums de Depeche Mode
101
(1988) Devotional
(1993)
Strange Too  (sous titré Another Violation By Anton Corbijn) est la troisième compilation vidéo du groupe Depeche Mode sortie en VHS en 1990. Elle comprend les clips réalisés par Anton Corbijn pour six morceaux de l'album Violator. Les clips sont, comme sur Strange, tous réalisés en Super 8.

## Listes des clips
1. Personal Jesus
2. Policy of Truth
3. Enjoy the Silence
4. Clean
5. Halo
6. World in My Eyes